# Stanisław Wierzchucki
Stanisław Wierzchucki, ps. Błyskawica (ur. 9 października 1929 w Łosicach) – polski inżynier, żołnierz Narodowych Sił Zbrojnych, działacz kombatancki, twórca projektu i wykonawca Kaplicy Narodowych Sił Zbrojnych w Sanktuarium Matki Bożej Bolesnej Pani Świętokrzyskiej w Kałkowie-Godowie.

## Życiorys
Urodził się w 1929 roku w Łosicach. Wychowywał się w Siedlcach. W 1945 roku wraz z całą klasą z gimnazjum w Siedlcach poszedł do lasu do oddziału Pogotowia Akcji Specjalnej Narodowych Sił Zbrojnych pod kryptonimem "Wiąz" w Jacie Łukowskiej w XII Okręgu Podlasie NSZ, gdzie był celowniczym rkm-u. Dowódcą oddziału był mjr Karol Sęk ps. „Jakub”. Do amnestii w kwietniu 1947 roku brał udział w licznych walkach przeciwko NKWD Urzędu Bezpieczeństwa. W kwietniu 1947 dowódca zakazał żołnierzom ujawniania się przed Urzędem Bezpieczeństwa pod karą śmierci. Wierzchucki ukrywał się do 1956 roku pod fałszywym nazwiskiem Stanisław Jerzy Jasiński. W tym czasie nie kontaktował się z rodziną, dał tylko rodzicom znać, że żyje. W lutym 1957 roku udało się Stanisławowi Wierzchuckiemu sądownie powrócić do własnego nazwiska. Już pod własnym nazwiskiem ukończył studia inżynierskie i do emerytury pracował w hucie w Ostrowcu Świętokrzyskim.
W 1993 rok zaprojektował kaplicę Narodowych Sił Zbrojnych w Sanktuarium Matki Bożej Bolesnej Pani Świętokrzyskiej w Kałkowie-Godowie. Pod koniec lat 90. przeprowadził się z żoną do Grudziądza, gdzie działa w Światowym Związku Żołnierzy AK oraz Związku Żołnierzy Narodowych Sił Zbrojnych. W czerwcu 2024 roku uczestniczył w 30. Jubileuszowej Pielgrzymce Narodowych Sił Zbrojnych do Kałkowa-Godowa. 16 listopada 2024 roku został wybrany na stanowisko wiceprzewodniczącego Rady Naczelnej Związku Żołnierzy Narodowych Sił Zbrojnych.
13 maja 2024 roku awansowany na stopień podpułkownika Wojska Polskiego

## Ordery i odznaczenia
- Krzyż z Mieczami Orderu Krzyża Niepodległości[5] – 2016
- Krzyż Narodowego Czynu Zbrojnego – 1998
- Medal Stulecia Odzyskanej Niepodległości[6]
- Medal „Pro Patria” – 2017[7]
- Złoty Medal za "Zasługi dla Obronności Kraju" – 2017
- Medal „Pro Bono Poloniae” – 2024